# Ocnerogyia amanda
Ocnerogyia amanda är en fjärilsart som beskrevs av Otto Staudinger 1891. Ocnerogyia amanda ingår i släktet Ocnerogyia och familjen tofsspinnare. Inga underarter finns listade i Catalogue of Life.